# Cyclommatus canaliculatus
Cyclommatus canaliculatus es una especie de coleóptero de la familia Lucanidae. La especie fue descrita científicamente por Conrad Ritsema en 1891.

## Subespecies
- Cyclommatus canaliculatus canaliculatus Ritsema, 1891
- Cyclommatus canaliculatus consanguineus Boileu, 1898
- Cyclommatus canaliculatus freygessneri Ritsema, 1892
- Cyclommatus canaliculatus infans de Lisle, 1970

## Distribución geográfica
Habita en Borneo, Java y Nias (Indonesia).